# Strongylosoma festai
Strongylosoma festai är en mångfotingart som beskrevs av Manfredi 1939. Strongylosoma festai ingår i släktet Strongylosoma och familjen orangeridubbelfotingar. Inga underarter finns listade i Catalogue of Life.